# Lili Dominici

Lili Dominici auf einer handsignierten Porträt-Postkarte der Transatlantic-Films-Compagnie

Lili Dominici (auch Lilli und Lilly Dominici; * 12. Juni 1894 als Elise Amalie Marie Erhart in Konstanz; † 20. August 1939 in München) war eine deutsch-italienische Stummfilmschauspielerin.

## Leben und Wirken
Lili Dominici war eine Tochter des herrschaftlichen Kutschers und späteren Hotelportiers Josef Philipp Erhart und seiner Frau Mathilde, geb. Kerle. Über ihre Jugendzeit ist derzeit nichts bekannt. 1913 heiratete sie den italienischen Kaufmann Vittorio Dominici, der unter anderem als Filmunternehmer aktiv war, etwa als zeitweiliger Besitzer der Münchner Goethe-Lichtspiele und als Gründer der Transatlantic-Films-Compagnie. Aus der Ehe gingen ein Sohn und eine Tochter hervor.
Ihre ersten von insgesamt über zwanzig Leinwandauftritten lassen sich für das Jahr 1919 nachweisen, als sie neben Fritz Kampers, Rolf Pinegger und Grete Lundt in Verlorenes Spiel sowie Die Ehe einer Achtzehnjährigen zu sehen war. Beide Filme wurden von der Produktionsfirma ihres Mannes finanziert. Die Münchner Neuesten Nachrichten urteilten, Lili Dominici sei „eine Münchner Dame, die sich schon durch ihr anmutiges Aeußere[s] angenehm einführte“. Im gleichen Jahr verkörperte sie zudem ihre heute bekannteste Rolle, jene der blinden Schwester des Lehrers Johannes in Robert Reinerts expressionistischem Zeitstück Nerven.
In der folgenden Zeit zählte Lili Dominici neben Stars wie Lee Parry, Thea Steinbrecher oder Lya Ley zu den bekanntesten Darstellerinnen der Münchner Filmszene und trat als solche gesellschaftlich in Erscheinung. Sie war jedoch auch in Berliner Produktionen zu sehen, so neben Sylvester Schäffer in der erfolgreichen Nobody-Serie. Ihren vermutlich letzten Auftritt hatte sie 1924 an der Seite von Jack Mylong-Münz und Lotte Lorring in Joe Stöckels Die Bestie von San Silos.
Nach dem Ende ihrer Filmarbeit betätigte sie sich an der Seite ihres Mannes als Unternehmerin und führte mit ihm die Feminasana Lili Dominici.
Erst 45-jährig, starb Lili Dominici am Vorabend des Zweiten Weltkriegs in ihrer Wohnung in München an den Folgen einer Autoimmunerkrankung.

## Filmografie
- 1919: Die Ehe einer Achtzehnjährigen
- 1919: Verlorenes Spiel
- 1919: Nerven
- 1920: Das Milliardentestament
- 1920: Der Todesschacht
- 1920: Menschliche Trümmer
- 1920: Anna Maria
- 1921: Der Schuß im Zwielicht
- 1921: Der Mord in der Nacht
- 1922: Die geheimnisvollen Piraten
- 1922: Die Flibustier
- 1922: Das Geheimnis der sieben Ringe
- 1922: Marccos schwerer Sieg
- 1922: Der Herr der Unterwelt (Nobody, Folge 24)
- 1922: Lucifer (Nobody, Folge 25)
- 1922: Die Dame in Grau
- 1922: Jussuff el Fanit, der Wüstenräuber
- 1922: Die Jagd nach der Frau
- 1923: Des Kaisers alte Kleider
- 1923: Der Sieg des Maharadscha
- 1923: Die drei Mädchen von Finsterviereck
- 1924: Die Bestie von San Silos